# Tini: Nowe życie Violetty (film)
Tini: Nowe życie Violetty (hiszp. Tini: El gran cambio de Violetta) – argentyńsko-włoski film muzyczny w reżyserii Juana Pabla Buscarini, fabularna kontynuacja popularnego serialu Violetta.
W filmie występują aktorzy z serialu Violetta: Martina Stoessel, Jorge Blanco, Mercedes Lambre, Diego Ramos i Clara Alonso. W filmie pojawiają się również nowe postaci.
Światowa premiera filmu odbyła się 4 maja 2016 roku. Polska premiera miała miejsce 1 lipca 2016 roku.

## Fabuła
Violetta (Martina Stoessel) jest teraz profesjonalną piosenkarką i jej kariera nabiera coraz większego tempa. Ale sława zaczyna już przytłaczać Violettę, która przez swój napięty grafik nie ma nawet możliwości kontaktu ze swoim chłopakiem, Leónem (Jorge Blanco), który nagrywa płytę w Los Angeles. Kiedy Violetta wraca z trasy koncertowej, dowiaduje się bolesnych dla niej plotek o Leónie, przez które przeżywa emocjonalny kryzys i zaczyna kwestionować wszystko, co do tej pory znała. Nagle Violetta otrzymuje zaproszenie do domu dla młodych artystów, który prowadzi przyjaciółka jej rodziny, Isabella (Ángela Molina). Violetta więc wyrusza w osobistą podróż na Sycylię, gdzie mieści się dom dla młodych artystów, i poznaje tam nowych przyjaciół, a szczególną przyjaźń nawiązuje z młodym tancerzem, Caio (Adrián Salzedo). Pobyt w domu dla młodych artystów to początek zupełnie nowego życia dla Violetty (albo raczej Tini), która poszukuje swojego wewnętrznego głosu i prawdy o samej sobie, co może zmienić jej przyszłość na zawsze.

## Produkcja
Adaptacja filmowa popularnego serialu Violetta. Reżyserią zajął się argentyński reżyser Juan Pablo Buscarini. Główną rolę odgrywa Martina Stoessel, która wciela się w postać Tini. Wraz z nią występują inni aktorzy z serialu Violetta: Jorge Blanco jako León, Mercedes Lambre jako Ludmiła, Diego Ramos jako Germán i Clara Alonso jako Angie. Występują także nowi aktorzy: Ángela Molina, Adrián Salzedo, Beatrice Arnera, Georgina Amorós, Pasquale Di Nuzzo, Ridder Van Kooten, Francisco Viciana, Leonardo Cecchi, który jest znany z roli tytułowej w serialu Disneya Alex i spółka, i Sofia Carson, która jest znana z roli Evie w filmie Disneya Następcy.
Kręcenie filmu rozpoczęło się w październiku 2015 roku pomiędzy koncertami trasy Violetta Live. Kręcenie zdjęć rozpoczęto w Taorminie na Sycylii, a kontynuowano w Madrycie w Hiszpanii. Część zdjęć kręcono w Buenos Aires w Argentynie. Kręcenie filmu zakończyło się w grudniu 2015 roku. Scena finałowa filmu była kręcona w mieszczącym się na Sycylii teatrze greckim.

## Promocja
Pierwszy zwiastun filmu pojawił się 22 grudnia 2015 roku. Drugi zwiastun pojawił się 23 marca 2016 roku. Od 16 czerwca w polskiej telewizji ukazywane są spoty telewizyjne filmu.
Film w pełnej okazałości ukazał się w polskiej telewizji 11 lutego 2017 roku na antenie Disney Channel. Film został również wyemitowany 18 marca 2017 roku na antenie HBO oraz 3 kwietnia 2017 roku na antenie HBO2.
Obsada filmu promowała film pojawiając się na pokazach przedpremierowych w niektórych krajach, w których film był wyświetlany. Pierwszy pokaz odbył się 23 kwietnia 2016 roku w Holandii. Drugi pokaz odbył się dzień później we Francji. 27 kwietnia odbył się trzeci pokaz, który miał miejsce w Hiszpanii. 29 kwietnia odbył się czwarty pokaz, który miał miejsce we Włoszech. 18 maja odbył się piąty pokaz, który miał miejsce w Meksyku. 31 maja odbył się szósty pokaz, który miał miejsce w Argentynie. 8 czerwca odbył się siódmy pokaz, który miał miejsce w Brazylii. 16 października odbył się ósmy pokaz, który miał miejsce w Niemczech.

## Obsada
- Martina Stoessel – Violetta Castillo / Tini
- Jorge Blanco – León Vargas
- Mercedes Lambre – Ludmiła Ferro
- Diego Ramos – Germán Castillo
- Clara Alonso – Ángeles „Angie” Carrará
- Adrián Salzedo – Caio Timón
- Sofia Carson – Melanie Sánchez
- Ángela Molina – Isabella Juarez
- Beatrice Arnera – Miranda Morris
- Georgina Amorós – Eloisa Martinez
- Leonardo Cecchi – Saúl Paulo
- Ridder Van Kooten – Raúl Jimenez
- Francisco Viciana – Roko Benjamin
- Pasquale Di Nuzzo – Stefano Mario

i inni

## Wersja polska
W wersji polskiej udział wzięli:
- Agnieszka Mrozińska – Violetta Castillo / Tini
- Stefan Pawłowski – Caio Timón
- Sławomira Łozińska – Isabella Juarez
- Justyna Bojczuk – Ludmiła Ferro
- Karol Osentowski – León Vargas
- Jacek Król – Germán Castillo
- Aleksandra Radwan – Eloisa Martinez
- Sylwia Lipka – Miranda Morris
- Karolina Bacia – Melanie Sánchez
- Przemysław Stippa – Stefano Mario

W pozostałych rolach:
- Kamila Boruta –
  - dziennikarka z Los Angeles,
  - gwary
- Izabella Bukowska-Chądzyńska – prezenterka wiadomości
- Olga Cybińska –
  - jedna z fanek Violetty,
  - gwary
- Marta Dylewska –
  - prezenterka programu plotkarskiego,
  - gwary
- Agnieszka Fajlhauer – Ángeles „Angie” Carrará
- Bożena Furczyk –
  - makijażystka Violetty,
  - gwary
- Elżbieta Gaertner – Enza – gosposia Isabelli
- Wiktoria Gorodeckaja – gospodyni programu
- Julia Kołakowska-Bytner –
  - jedna z dziennikarek,
  - jedna z fanek Violetty,
  - pani szewc,
  - system GPS,
  - gwary
- Ewa Prus – stewardesa #1
- Anna Szymańczyk –
  - gość w programie (kobieta),
  - gwary
- Klementyna Umer – María Saramego
- Anna Wodzyńska –
  - dziennikarka programu,
  - jedna z przyjaciółek Stefano,
  - stewardesa #2,
  - gwary
- Andrzej Chudy – gość w programie (mężczyzna)
- Krzysztof Cybiński –
  - jeden z dziennikarzy,
  - członek ekipy programu,
  - członek ekipy nagraniowej,
  - przewodniczący komisji egzaminacyjnej,
  - gwary
- Karol Jankiewicz – Saúl Paulo
- Cezary Kwieciński –
  - reżyser teledysku Leóna,
  - sternik łódki,
  - rybak, którego Violetta pytała o Leóna,
  - gwary
- Sebastian Machalski –
  - kapitan samolotu,
  - gwary
- Bartosz Martyna –
  - jeden z dziennikarzy,
  - gwary
- Mateusz Michnikowski –
  - prezenter programu muzycznego,
  - gwary
- Mieczysław Morański – Gigino – szofer Isabelli
- Tomasz Olejnik –
  - jeden z przyjaciół Stefano,
  - wokalista ulicznego zespołu,
  - mężczyzna wywołujący kandydatów na egzamin,
  - gwary
- Jan Piotrowski – Roko Benjamin
- Krzysztof Plewako-Szczerbiński –
  - właściciel studia telewizyjnego,
  - właściciel konia,
  - centrala portu,
  - gwary
- Michał Podsiadło –
  - reżyser programu,
  - jeden z przyjaciół Stefano,
  - gwary
- Kamil Pruban –
  - jeden z przyjaciół Stefano,
  - głos z głośnika,
  - gwary
- Tomasz Sapryk – Willy – menadżer Violetty
- Paweł Szczesny –
  - jeden z pracowników na polu cytrynowym,
  - pracownik na festiwalu,
  - gwary
- Robert Tondera –
  - członek ekipy teledysku Leóna,
  - poczta głosowa,
  - Ted – producent muzyczny z Los Angeles,
  - gwary
- Jakub Zdrójkowski – Raúl Jimenez

i inni
Reżyseria: Joanna Węgrzynowska-Cybińska

Dialogi polskie: Zofia Jaworowska

Opracowanie wersji polskiej: SDI Media Polska

Kierownictwo produkcji: Beata Jankowska, Ewa Krawczyk

Zgranie wersji polskiej: Shepperton International

Producent polskiej wersji językowej: Ryszard Kunce – Disney Character Voices International, Inc.

## Ścieżka dźwiękowa
29 kwietnia 2016 roku miała miejsce premiera debiutanckiego albumu Martiny Stoessel zatytułowanego Tini. Jest to wydawnictwo dwupłytowe. Pierwsza płyta składa się z autorskich piosenek Stoessel, zaś druga płyta jest ścieżką dźwiękową filmu, składającą się z następujących piosenek:
| Lp. | Tytuł                                   | Wykonawcy                       | Czas trwania |
| 1.  | „Siempre brillarás”                     | Martina Stoessel                | 3:00         |
| 2.  | „Se escapa tu amor”                     | Martina Stoessel                | 3:40         |
| 3.  | „Yo te amo a ti”                        | Martina Stoessel i Jorge Blanco | 3:39         |
| 4.  | „Confía en mí”                          | Martina Stoessel                | 2:28         |
| 5.  | „Born to Shine”                         | Martina Stoessel                | 3:00         |
| 6.  | „I Want You”                            | Martina Stoessel i Jorge Blanco | 3:39         |
| 7.  | „Light Your Heart”                      | Jorge Blanco                    | 3:33         |
| 8.  | „Losing the Love”                       | Martina Stoessel                | 3:41         |
| 9.  | „Siempre brillarás” (wersja akustyczna) | Martina Stoessel                | 1:34         |

25 marca 2016 roku pojawił się debiutancki singiel Martiny Stoessel, „Siempre brillarás”, wraz z teledyskiem zawierającym ujęcia z filmu. 8 kwietnia 2016 roku pojawił się teledysk to piosenki „Born to Shine” (angielska wersja piosenki „Siempre brillarás”). 22 kwietnia 2016 roku pojawił się teledysk do piosenki w wykonaniu Jorge Blanco, „Light Your Heart”, który też zawiera ujęcia z filmu. 29 kwietnia 2016 roku, w dniu wydania płyty, pojawił się teledysk do duetu Stoessel i Blanco, „Yo te amo a ti”, będący ujęciem z filmu. 6 maja 2016 roku pojawił się teledysk do piosenki „Losing the Love” (angielska wersja piosenki „Se escapa tu amor”), który również zawiera ujęcia z filmu.

## Tini: Nowe życie Violetty – Tu i Teraz
Tini: Nowe życie Violetty – Tu i Teraz (hiszp. Aquí y ahora: Tini - El gran cambio de Violetta) – specjalny program telewizyjny. Pierwszy raz został wyemitowany w kwietniu 2016 roku na antenie Disney Channel w Ameryce Łacińskiej. Program ten został wyemitowany w Polsce 24 czerwca o godzinie 18:00 na antenie Disney Channel.
Program ten ukazuje kulisy filmu. Prowadzącym program jest aktor z serialu Violetta, Facundo Gambandé, który pokazuje kulisy na planie zdjęciowym w Madrycie i przeprowadza wywiady z obsadą.

### Obsada
- Facundo Gambandé – on sam
- Martina Stoessel – ona sama
- Jorge Blanco – on sam
- Mercedes Lambre – ona sama
- Diego Ramos – on sam
- Clara Alonso – ona sama
- Adrián Salzedo – on sam
- Leonardo Cecchi – on sam
- Diego Villena – kierownik planu

#### Wersja polska
Produkcja: SDI Media Polska

Reżyseria: Joanna Węgrzynowska-Cybińska

Dialogi: Zofia Jaworowska

Wystąpili:
- Miłosz Konkel – Facundo Gambandé
- Karol Osentowski – Jorge Blanco
- Stefan Pawłowski – Adrián Salzedo
- Justyna Bojczuk – Mercedes Lambre
- Karol Jankiewicz – Leonardo Cecchi
- Agnieszka Fajlhauer – Clara Alonso
- Jacek Król – Diego Ramos
- Agnieszka Mrozińska-Jaszczuk – Martina Stoessel
- Robert Tondera – kierownik do spraw mediów

oraz:
- Krzysztof Cybiński – członek ekipy
- Bartosz Wesołowski –
  - członek ekipy,
  - instruktor jazdy konnej
- Karol Wróblewski – Francisco „Pancho” Cia
- Karolina Bacia – Sofia Carson

i inni

## DVD
Oficjalna premiera filmu na płycie DVD w Polsce miała miejsce dnia 9 listopada 2016 roku. Jest to nakład wydawnictwa Galapagos Films. Na płycie znajdują się:
- hiszpańskie, włoskie i francuskie wersje językowe filmu;
- program ukazujący kulisy filmu – „Tini: Nowe życie Violetty – Tu i Teraz”.

## Czytelnictwo
13 czerwca 2016 roku do sprzedaży w Polsce weszła książka stworzona na podstawie filmu zatytułowana Tini: Moje nowe życie, wydana przez Egmont Polska, a 1 lipca do sprzedaży wszedł magazyn Tini: Nowe życie Violetty – Czas na Tini!.

## Premiery na świecie
| Kraj                         | Data             |
| ---------------------------- | ---------------- |
| Francja                      | 4 maja 2016      |
| Holandia                     | 5 maja 2016      |
| Portugalia                   | 5 maja 2016      |
| Hiszpania                    | 6 maja 2016      |
| Włochy                       | 12 maja 2016     |
| Argentyna                    | 2 czerwca 2016   |
| Chile                        | 2 czerwca 2016   |
| Kolumbia                     | 2 czerwca 2016   |
| Kostaryka                    | 2 czerwca 2016   |
| Honduras                     | 2 czerwca 2016   |
| Nikaragua                    | 2 czerwca 2016   |
| Panama                       | 2 czerwca 2016   |
| Peru                         | 2 czerwca 2016   |
| Paragwaj                     | 2 czerwca 2016   |
| Urugwaj                      | 2 czerwca 2016   |
| Ekwador                      | 3 czerwca 2016   |
| Wenezuela                    | 10 czerwca 2016  |
| Brazylia                     | 16 czerwca 2016  |
| Meksyk                       | 16 czerwca 2016  |
| Zjednoczone Emiraty Arabskie | 23 czerwca 2016  |
| Liban                        | 23 czerwca 2016  |
| Katar                        | 23 czerwca 2016  |
| Polska                       | 1 lipca 2016     |
| Boliwia                      | 25 sierpnia 2016 |
| Niemcy                       | 3 listopada 2016 |
| Dania                        | 3 listopada 2016 |
| Wielka Brytania              | 10 stycznia 2017 |
| Stany Zjednoczone            | 12 stycznia 2017 |
| Węgry                        | 9 marca 2017     |